# Ngondro
El Ngöndro (en tibetano: "Chag Chen Ngondro", que literalmente significa: "preparación para el gran sello", o Mahamudra), también conocido como las Cuatro prácticas preliminares, se refiere a las prácticas o disciplinas (en sánscrito: sādhanā) fundacionales o preliminares comunes a las cuatro escuelas del budismo tibetano.

## Los cuatro preliminares generales
Se refiere a la motivación propia que orienta la práctica budista, corresponde con cuatro pensamientos básicos:
1. Lo inusual y las preciosas condiciones que deben reunirse para nuestra existencia presente, de modo que podemos utilizarla para alcanzar la liberación y la iluminación espiritual.
2. La impermanencia de todo lo condicionado, es decir que debemos utilizar esta preciosa oportunidad ahora, y no sabemos cuanto tiempo permanecerán las condiciones para reconocerlo.
3. Karma: el origen condicionado, acciones presentes condicionan nuestra existencia como ser. Responsables de la liberación de todos los seres.
4. Por último que la iluminación es el único gozo verdadero.

## Los cuatro preliminares especiales
Es un conjunto de cuatro prácticas de las cuales se realizan grandes cantidades de repeticiones (111.111 repeticiones de cada una) para purificar las impresiones negativas y crear impresiones positivas en el inconsciente. Es un trabajo básicamente con la mente, a través de la meditación, que produce estados de dicha y remueve los sufrimientos, presentes y futuros.
Estas cuatro prácticas preliminares son practicadas por diferentes escuelas budistas, pero en general la estructura es la misma, y consisten en:
1. Tomar refugio en las Tres Joyas (Buda Gautama, Dharma y Sangha) conjuntamente con la realización de 111.111 postraciones (purificación del orgullo). Conjuntamente con esta práctica se cultiva la bodhicitta (purificación de los celos).
2. 111.111 recitaciones del mantra de las cien sílabas de Mente de Diamante (sánscrito: Vajrasattva, tibetano: Dorje Sempa) (purifica la ira y la aversión).
3. 111.111 ofrendas de mándala (purifica el apego).
4. 111.111 prácticas de guru yoga (purifica la ilusión del ego).

Estos son un conjunto de prácticas muy poderosas que purifican las negatividades y acumulan mérito. Tradicionalmente, el Ngöndro se practica para la iluminación espiritual del aspirante, por el beneficio de todos los seres. Es decir, que el mérito de hacer tales prácticas es dedicado a todos los seres sintientes.

## La práctica del Ngöndro
Al igual que ha sucedido con otras prácticas Vajrayana, el Ngöndro anteriormente era guardado en secreto. Hace 50 años los únicos occidentales en conocer estas prácticas eran buscadores expedicionarios de los Himalayas, tales como John Blofeld, Heinrich Harrer, y Alexandra David-Néel. Hoy en día, gracias a la propagación del Budismo en Occidente hay una gran cantidad de practicantes trabajando en los diferentes niveles del Ngöndro en diversos centros de Budismo Tibetano en Occidente, además de los practicantes en centros tradicionales en centros y monasterios en Tíbet, Nepal, Ladakh, India y Bután.